# Beschaffungsamt des BMI

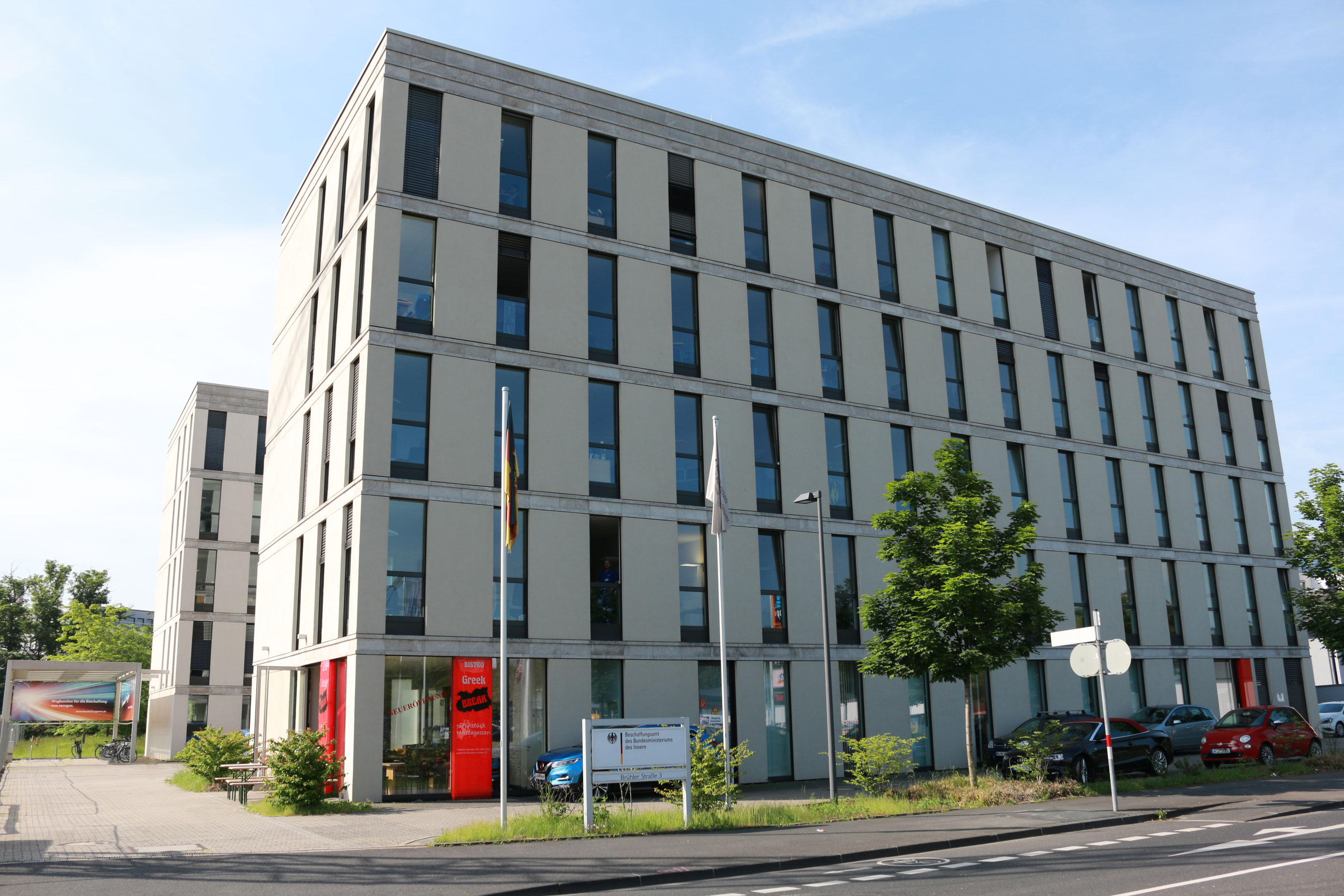
Gebäude des Beschaffungsamtes des BMI in Bonn.

Das Beschaffungsamt des BMI (BeschA) ist eine deutsche Behörde für die Beschaffungen der Behörden und Einrichtungen im Geschäftsbereich des Bundesministerium des Innern. Das BeschA ist eine von vier zentralen Beschaffungsstellen für den Abschluss von ressortübergreifenden Rahmenvereinbarungen zum Einkauf von Standardprodukten, auf die alle Bundesbehörden elektronisch zugreifen können. Der Präsident ist Alexander Eisvogel, welcher am 1. Januar 2023 die Nachfolge von Ruth Brand (2020–2022) und Birgit Settekorn (2013–2019) angetreten hat. 

## Geschichte
Das Beschaffungsamt wurde ursprünglich 1951 als Beschaffungsstelle des Bundesgrenzschutzes errichtet, wurde 1956 zur Beschaffungsstelle des Bundesministeriums des Innern und schließlich am 10. März 1995 zum heutigen Beschaffungsamt als eigenständige Bundesbehörde im nachgeordneten Bereich des BMI. Das BeschA ist mit einem Beschaffungsvolumen von rund 5 Milliarden Euro pro Jahr (2019) der größte zivile Beschaffer des Bundes. Der Sitz des Beschaffungsamtes befindet sich seit Ende 2010 im Bonner Ortsteil Nordstadt, als es von Beuel aus in ein neues Mietobjekt umzog. Am 1. Juli 2020 eröffnete das BeschA zudem einen weiteren Dienstort in Erfurt, der in der Haarbergstraße 61 im Südosten Erfurts angesiedelt ist.
Die Kernaufgabe besteht darin, Kundenbehörden bei Fragen des öffentlichen Einkaufs zu beraten, Einkäufe zu bündeln und zentral abzuwickeln.
Die Beschaffungen decken unterschiedlichste Produkte und Dienstleistungen ab, die für die Fachaufgaben der Kundenbehörden erforderlich sind. Das beginnt bei Büroausstattungen, geht über Fahrzeuge, Waffen, Informations- und Kommunikationstechnik bis hin zu Ausstattungen für humanitäre Einsätze des Technischen Hilfswerks. Speziell für die Bundespolizei werden Kommunikationsplattformen, Patrouillenboote, Fahrzeuge und Hubschrauber beschafft. Gleichzeitig werden alle Kraftfahrzeuge der Bundespolizei und des Technischen Hilfswerks durch das Beschaffungsamt zugelassen.
Die Durchführung der Vergabeverfahren sowie die Bestellung von Artikeln aus abgeschlossenen Rahmenvereinbarungen werden seit dem Jahr 2003 elektronisch unterstützt. Das Beschaffungsamt ist für das Leitprojekt „Öffentlicher Einkauf Online“ verantwortlich und hat in diesem Rahmen die Vergabeplattform e-Vergabe und die elektronische Bestellplattform Kaufhaus des Bundes entwickelt.

## E-Beschaffung
Mit dem federführend vom BMI betriebenen Projekt „IT-Konsolidierung des Bundes“ wird die elektronische Beschaffung in Deutschland konsequent ausgebaut. Das Beschaffungsamt arbeitet in diesem Zusammenhang an der Bereitstellung von Diensten, die den Behörden im Bund eine effiziente und vollständige Digitalisierung ihrer Einkaufsprozesse ermöglichen sollen.
Der Bereich der E-Beschaffung setzt sich aus folgenden Tools und Plattformen zusammen:
- Bedarfserhebungstool (BET): Das BET soll genutzt werden, um ressortübergreifenden Bedarf an Produkten und Dienstleistungen der Behörden und Einrichtungen des Bundes festzustellen und zu bündeln. Ziel der Bündelung ist es, die Einkaufsvolumina zusammenzufassen, um Synergieeffekte zu erreichen.
- e-Vergabe: Die e-Vergabe des Bundes ist eine Plattform, die öffentliche Auftraggeber und Anbieter zusammenbringt. Über 900 Vergabestellen aus Bund, Ländern und Kommunen wickeln mit der e-Vergabe online Beschaffungen in Milliardenhöhe ab.
- Kaufhaus des Bundes (KdB): Das KdB[6] ist als elektronische Einkaufsplattform für Behörden und Einrichtungen des Bundes das zentrale Werkzeug für den Abruf aus Rahmenvereinbarungen. Die öffentliche Verwaltung bestellt Waren und Dienstleistungen über das KdB direkt online bei Lieferanten bzw. Dienstleistern.
- Datenservice Öffentlicher Einkauf:[7] Zentrale Bündelung aller Bekanntmachungsdaten in einer multifunktionalen Serviceplattform.

## Zentralstelle IT-Beschaffung
Die Zentralstelle IT-Beschaffung (ZIB) im Beschaffungsamt des BMI ist der zentrale Ausrüster für die digitale Modernisierung der Bundesverwaltung. Sie wurde 2017 im Rahmen des Projekts „IT-Konsolidierung des Bundes“ im Beschaffungsamt angesiedelt, um die Ausschreibungen und das Vertragsmanagement von IT-Rahmenverträgen für die gesamte unmittelbare Bundesverwaltung abzuwickeln.
Die ZIB ist eine der größten IT-Vergabestellen in Deutschland. Als Single Point of Contact unterstützt sie ihre Kunden entlang des gesamten Beschaffungsprozesses – von der Bedarfsmitteilung über die Vergabe bis zur Leistungserbringung. Dabei bietet sie einen Service, der alle Elemente vom Kunden- und Lieferantenmanagement über das Vertrags- und Lizenzmanagement bis hin zum Forderungsmanagement umfasst.
Eine Marktanalyse, ein Kunden- und Risikomanagement, die Nutzung einer Rahmenvertrags-Roadmap sowie Werkzeuge wie das Reifegradmodell oder Normstrategien machen die ZIB zur zentralen Instanz für strategische IT-Beschaffung.
Mit dem Organisationserlass vom 6. Mai 2025 hat der Bundeskanzler Friedrich Merz die Zuständigkeit für die ZIB an das neu gebildete Bundesministerium für Digitales und Staatsmodernisierung vergeben.

## Kompetenzstelle für nachhaltige Beschaffung
Auf Grundlage der Ergebnisse der Sondersitzung der Staatssekretäre am 21. Oktober 2011 sowie der Sitzung des Staatssekretärsausschusses für nachhaltige Entwicklung am 31. Oktober 2011, wurde entschieden, eine „Kompetenzstelle für nachhaltige Beschaffung“ (KNB) einzurichten. Diese Kompetenzstelle wurde organisatorisch dem Beschaffungsamt des BMI zugeordnet. Aufgabe der Kompetenzstelle und der webbasierten Informationsplattform ist die Beratung und Information von Bedarfsträgern und Beschaffungsstellen bei Bund, Ländern und Kommunen über nachhaltige Produkte und Dienstleistungen. Das auf dem Erlass zur Aufgabenübertragung basierende Konzept zur Einrichtung einer „Kompetenzstelle nachhaltige Beschaffung“ des Beschaffungsamts des BMI mit Stand vom 31. Januar 2012 beinhaltet folgende Aufgabenstellungen:
- Gezielte Information, Schulung und Aufklärung der Vergabestellen von Bund, Ländern und Kommunen in Bezug auf eine nachhaltige öffentliche Beschaffung. Dies erfolgt unter Einrichtung einer Telefonhotline sowie einer E-Mail-Beratung. Im Einzelfall sollen Beratungen und Schulungen auch vor Ort durchgeführt werden.
- Erstellen von Beschaffungsleitfäden, Informationsbroschüren und Newslettern zum Thema nachhaltige Beschaffung.
- Aufbau und Betreuung eines Expertengremiums zum Themenkreis nachhaltige Beschaffung, dessen Aufgabe es ist, die Kompetenzstelle für nachhaltige Beschaffung bei der Wahrnehmung ihrer Aufgaben zu unterstützen.
- Entwicklung neuer Ideen, Betrachtungsweisen und Ansätze in Verbindung mit Vertretern aus allen Bereichen (in der Regel Beschaffer der öffentlichen Hand, Industrie und Nichtregierungsorganisationen (NRO)), um die Nachhaltigkeit dauerhaft in die Handlungsweise öffentlicher Auftraggeber aller Ebenen zu verankern.
- Erstellen und Betreiben der webbasierten Informationsplattform. Diese soll vorhandene Informationsplattformen unter einem zentralen Eingangsportal verknüpfen. Ziel der Plattform ist es weiterhin, allen Beteiligten der öffentlichen Beschaffung eine Kommunikations- und Vernetzungsdrehscheibe zu bieten und dem Aufbau eines nationalen Expertennetzwerkes zu dienen. Hierbei ist auch der Austausch mit der Wirtschaft und Nichtregierungsorganisationen gewünscht.